# Potamanthus formosus
Potamanthus formosus is een haft uit de familie Potamanthidae. De wetenschappelijke naam van de soort is voor het eerst geldig gepubliceerd in 1892 door Eaton.
De soort komt voor in het Oriëntaals gebied.